# Blas Bruni Celli
Blas Bruni Celli (Parroquia Anzoátegui, Lara, 3 de junio de 1925 - Caracas, 17 de enero de 2013) fue un médico patólogo y oftalmólogo, historiador, filósofo y político venezolano, quien fue ministro de Sanidad y Asistencia Social durante el primer gobierno de Carlos Andrés Pérez. 

## Primeros años
Hijo de inmigrantes italianos y graduado en 1950 de la facultad de Medicina de la Universidad Central de Venezuela. A principios de su carrera, Bruni fue profesor de medicina en la UCV, luego, habiendo cursado estudios de postgrado en filosofía, enseñó el idioma griego y filosofía antigua en su alma mater. Bruni fue ministro de Sanidad en 1974-1975 durante el primer gobierno de Carlos Andrés Pérez. 
Blas Bruni Celli fue individuo de número de cuatro Academias Nacionales: Academia Nacional de la Medicina, Academia Nacional de la Historia, Academia Nacional de Ciencias, Físicas, Naturales y Matemática, e Individuo de Número de la Academia Nacional de la Lengua. El hecho de pertenecer a cuatro Academias Nacionales de manera simultánea, es un rarísimo caso de erudición, solamente igualado en la historia venezolana por el Arturo Uslar Pietri. 

## Obras
Entre su vasta obra como historiador, Bruni Celli es ampliamente conocido por su edición de las obras completas del Doctor José María Vargas y Adolfo Ernst y por haber editado la obra Arca de letras y teatro universal, de fray Juan Antonio Navarrete (1749-1814), erudito, humanista y escritor venezolano del siglo XVIII.